# آلوندون
آلوندون (به لاتین: Allondon) یک رود در سوئیس است که در کانتون ژنو واقع شده‌است.